# Jelena Jurjewna Guskowa

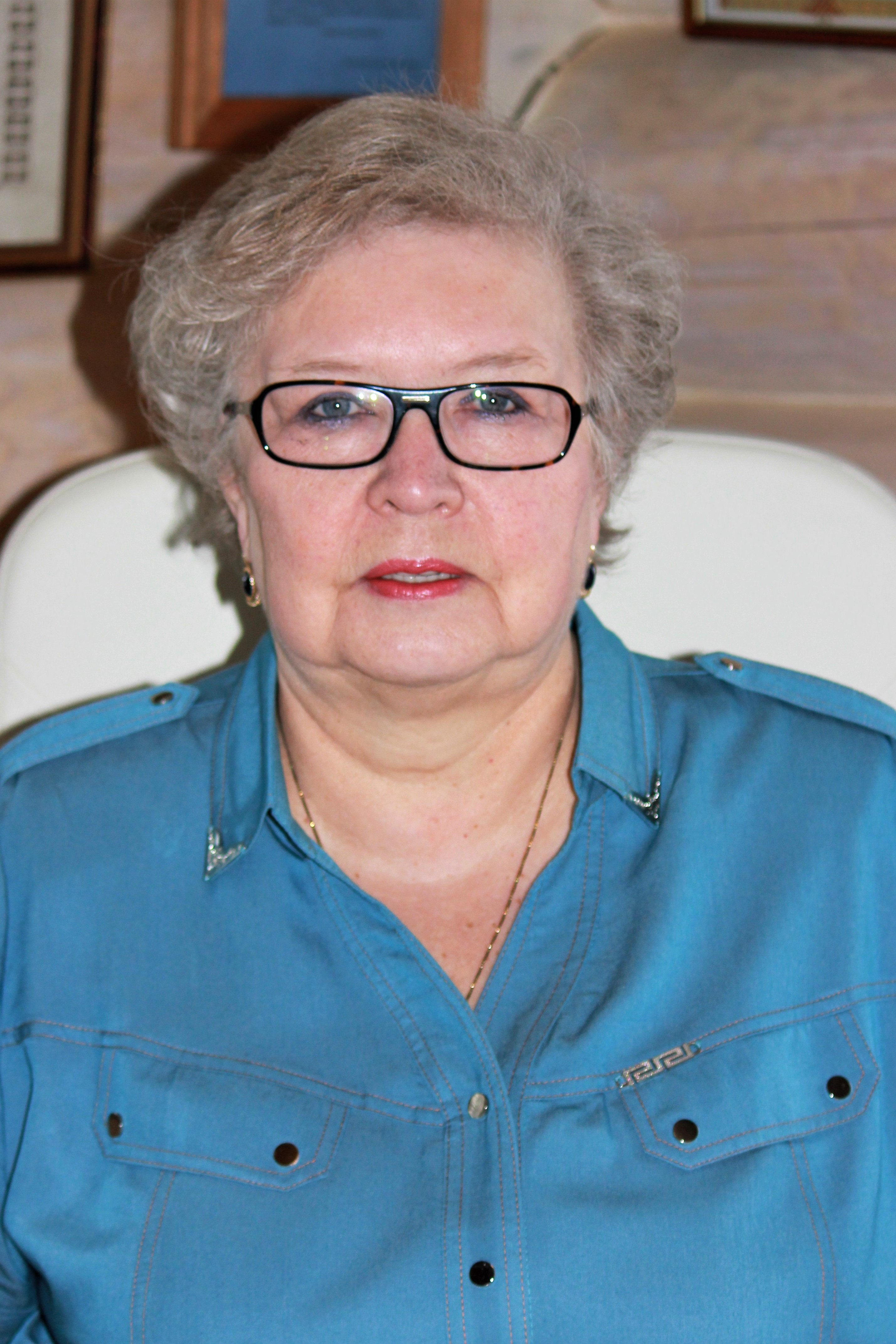
Jelena Jurjewna Guskowa (2018)

Jelena Jurjewna Guskowa, geborene Derjabina, (russisch Елена Юрьевна Гуськова, урожд. Дерябина; * 23. September 1949 in Moskau) ist eine sowjetische bzw. russische Historikerin und Hochschullehrerin.

## Leben
Guskowa, Tochter des Helden der Sowjetunion
Juri Derjabin, studierte an der Lomonossow-Universität Moskau (MGU) in der Historischen Fakultät (Istfak) mit Abschluss 1972 am Lehrstuhl für Süd- und Westslawen.
Darauf arbeitete Guskowa bis Mai 2002 als wissenschaftliche Mitarbeiterin im Moskauer Institut für Wissenschaftliche Information der Gesellschaftswissenschaften der Akademie der Wissenschaften der UdSSR (AN-SSSR, seit 1991 Russische Akademie der Wissenschaften (RAN)).
Die Aspirantur absolvierte Guskowa am Institut für Slawenkunde und Balkanistik bei Wladimir Wolkow und Juri Pissarew. Ihre Dissertation über die sozialökonomische Entwicklung Serbiens unter der Herrschaft der Ustavobranitelji (Verfassungsschützer) (1842–1858, Regierungszeit des Fürsten Aleksandar Karađorđević) verteidigte sie 1980 an der Istfak der MGU mit Erfolg für die Promotion zur Kandidatin der historischen Wissenschaften. Sie verteidigte 1989 ihre Doktor-Dissertation über die innerparteiliche Entwicklung des Bundes der Kommunisten Jugoslawiens unter den Bedingungen der Selbstverwaltung (1974–1986) mit Erfolg für die Promotion zur Doktorin der historischen Wissenschaften.
Guskowa hielt Spezialvorlesungen an der MGU, an der Universität Irkutsk, an der Universität Perm, an der Akademie für Diplomatie des russischen Außenministeriums, an der Ural-Universität und an der Staatlichen akademischen Universität für Geisteswissenschaften der RAN.
Als Expertin für die Länder des früheren Jugoslawiens gehörte Guskowa 1994 zum Stab der UN-Friedensmission in Zagreb.
Mehr als 25 Jahre lang leitete Guskowa das Zentrum zur Erforschung der modernen Balkankrise (vergl. historische Balkankrise) des Instituts für Slawenkunde der RAN.
Guskowa ist ausländisches Mitglied der Serbischen Akademie der Wissenschaften und Künste und der Akademie der Wissenschaften und Künste der Republika Srpska.
2009 und 2017 wurde sie jeweils für eine siebenjährige Amtszeit zum Mitglied des Senats der Republika Srpska ernannt.
Mehr als 50 Jahre lang war Guskowa mit dem Ingenieur Alexander Sergejewitsch Guskow verheiratet (verstorben im Herbst 2021 an COVID-19) und hat zwei Töchter.

## Ehrungen, Preise
- Njegoš-Orden II. Klasse der Republika Srpska (1997)[2]